# Котта, Генрих
Генрих Котта (нем. Johann Heinrich Cotta; 30 октября 1763, Цилльбах, Тюрингия — 25 октября 1844, Тарандт) — немецкий лесовод-педагог, один из основателей современного лесоводства.

## Биография
Родился 30 октября 1763 года. 
После практической подготовки под руководством отца — опытного лесничего, изучал математику, естественные и камеральные науки в Йенском университете (1784—1786) и затем сначала помогал своему отцу, а потом стал руководить практической подготовкой лесничих в веймарском лесничестве Цилльбах, где около 1794 года им была открыто лесная школа. Она существовала там до 1811 года, когда Котта перешёл на лесную службу в Саксонию, начальником лесоустроительной комиссии. В 1811 году он основал в Тарандте лесную академию около Дрездена, вместе с арборетумом, существующим по сей день (en:Forstbotanischer Garten Tharandt). Школа принимала студентов со всей Европы, в том числе из России (Ф. К. Арнольд, А. Е. Теплоухов), Швейцарии, Австрии и Испании. Котта принимал у себя многих известных людей того времени. В 1813 году у него в гостях побывал Гёте, а в 1830 году — Александр Гумбольдт. В 1819 и 1822 годах Котта побывал с ответным визитом у Гёте в Веймаре. 
Котта также интересовался геологией и ископаемыми останками, собрав значительную коллекцию зоологических и ботанических ископаемых объектов. Сегодня часть этих коллекций сохраняется в Палеонтологическом институте при Берлинском университете имени Гумбольдта, в Музее естественной истории в Хемнице, в Горной академии во Фрайберге, в Государственных естественноисторических коллекциях в Дрездене и в Британском музее естествознания в Лондоне.
Умер 25 октября 1844 года.

## Награды
- в 1800 году получил медаль Котениуса
- в 1841 Котта был награждён[чем?] императором Николаем I за заслуги в области лесоводства.

## Труды
- Systematische Anleitung zur Taxation der Waldungen (Systematic Guide for the Assessment of Forests), Berlin 1804
- Naturbeobachtungen über die Bewegung und Funktion des Saftes in den Gewächsen, mit vorzüglicher Hinsicht auf Holzpflanzen (Observations on the Movement and Function of Sap in the Plants, etc.), Weimar 1806
- Grundriß zu einem System der Forstwissenschaft (Outline about the System of Forestry Science), 1813
- Tafeln zur Bestimmung des Inhalts und Wertes unverarbeiteter Hölzer (Tables for Determining the Content and Value of Unprocessed Timber), Dresden (1816 to 1897, seventeen editions)
- Anweisung zum Waldbau (Instruction about Forestry), Dresden 1817
- Die Verbindung des Feldbaues mit dem Waldbau oder die Baumfeldwirtschaft, Dresden 1819—1822
- Anweisung zur Forsteinrichtung und Abschätzung (Instructions for the Establishment of Forestry and Assessment), Dresden 1820. Перевод на рус. яз. И. Серебреникова: «Руководство к введению правильного в лесах хозяйства и таксации лесов», 1840)
- Grundriß der Forstwissenschaft (Outline of Forestry Science), Dresden und Leipzig 1832. Переведено на рус. яз. Д. Языковым: «Основания лесоводства», 1835; 2-е изд. 1872)
- Der Kammerbühl nach wiederholten Untersuchungen aufs neue beschrieben, Dresden 1833.

## Семья
12 мая 1795 года сочетался браком с Христианой Ортманн (Christiane Ortmann, Christel). Их два старших сына, как и отец, стали лесоводами: Фридрих Вильгельм (1796—1874) и Фридрих Август (1799—1860). Четвертый сын Карл Эдуард (1803—1872) был юристом, а младший, Карл Бернард — геологом. Родившийся в 1801 году сын Карл Эмиль и рождённая в 1806 дочь Матильда умерли в младенчестве.